# Cyrtandra integerrima
Cyrtandra integerrima är en tvåhjärtbladig växtart som beskrevs av Brian Laurence Burtt. Cyrtandra integerrima ingår i släktet Cyrtandra och familjen Gesneriaceae. Inga underarter finns listade i Catalogue of Life.